# Discografía de John Zorn

John Zorn en 2009

John Zorn aparece en más de 400 grabaciones como compositor o intérprete. Esta es una selección de grabaciones publicadas bajo su nombre, bandas de las que formó parte, colaboraciones con otros músicos y álbumes importantes en los que ha contribuido. El año indica cuándo se lanzó el álbum por primera vez y los años posteriores si el siguiente lanzamiento incluyó material adicional.

## John Zorn
- Locus Solus (1983 & 1997)
- Ganryu Island (1984 & 1998)
- The Big Gundown (1985 & 2000, remastered, with bonus tracks)
- Spillane (1987)
- Spy vs Spy: The Music of Ornette Coleman (1989)
- Elegy (1992)
- Kristallnacht (1993)
- First Recordings 1973 (1995)
- New Traditions in East Asian Bar Bands (1997)
- The Bribe (1998)
- Godard/Spillane (1999)
- IAO (2002)
- Sanatorium Under the Sign of the Hourglass: A Tribute to Bruno Schultz - The Cracow Klezmer Band Plays John Zorn (2005)
- Femina (2009)
- Dictée/Liber Novus (2010)
- Interzone (2010)
- The Satyr's Play / Cerberus (2011 & 2012, deluxe edition book ltd. 66 copies)
- Mount Analogue (2012)
- Nosferatu (2012)
- The Song Project (2014)
- In The Hall of Mirrors (2014)
- The Song Project Live at Le Poisson Rouge (2015)
- Forro Zinho - Forro in the Dark Plays Zorn (2015)
- James Moore Plays The Book of Heads (2015)
- The Urmuz Epigrams (2018)
- In a Convex Mirror (2018)
- Tractatus Musico-Philosophicus (2019)
- Perchance To Dream... (2022)
- Hannigan Sings Zorn Volume One (2024)

## The Parachute Years
Originalmente grabados entre 1977 y 1981 y lanzados en 1997.
- Lacrosse (1977, 2000) 2CD
- Pool (1980, 2000)
- Hockey (1980, 2002)
- Archery (1981, 2001) 3CD

## The Classic Guide to Strategy
- The Classic Guide to Strategy: Volume 1 (1983)
- The Classic Guide to Strategy: Volume 2 (1985)
- The Classic Guide to Strategy (1996, collects the out of print Volumes 1 & 2)
- 50th Birthday Celebration Volume 9: The Classic Guide to Strategy Volume Three (by John Zorn, 2004)
- The Classic Guide to Strategy: Volume 4 (2016)

## Cobra performances & other game pieces
- Cobra (1987)
- John Zorn's Cobra: Live at the Knitting Factory (1992)
- John Zorn's Cobra: Tokyo Operations '94 (1994)
- Xu Feng: John Zorn's Game Pieces Volume 1 (2000)
- Cobra: John Zorn's Game Pieces Volume 2 (2002)

## Con Naked City
- Naked City (1990)[1]
- Torture Garden (1990)
- Grand Guignol (1992)
- Leng Tch'e (1992)
- Heretic (1992)
- Radio (1993)
- Absinthe (1993)
- Black Box (1996, collects Torture Garden & Leng Tch'e & 2010, 20th Anniversary Edition) 2CD
- Naked City Live, Vol. 1: The Knitting Factory 1989 (2002)
- Naked City: The Complete Studio Recordings (2005) 5CD

## Con Painkiller
- Guts of a Virgin (1991) EP
- Buried Secrets (1992) EP
- Rituals: Live in Japan (1993)
- Execution Ground (1994)
- Collected Works (1997, includes Guts of a Virgin, Buried Secrets, Execution Ground, Live in Osaka and bonus material) 4CD
- Guts of a Virgin/Buried Secrets (1998, collects first two EPs)
- Talisman: Live in Nagoya (2002)
- 50th Birthday Celebration Volume 12 (2005, guest vocals by Mike Patton)
- The Prophecy: Live in Europe (2013)

## Filmworks series
- Filmworks 1986–1990 (1991)
- Filmworks II: Music for an Untitled Film by Walter Hill (1995)
- Filmworks III: 1990–1995 (1995)
- Filmworks IV: S/M + More (1996)
- Filmworks V: Tears of Ecstasy (1996)
- Filmworks VI: 1996 (1997)
- Filmworks VII: Cynical Hysterie Hour (1997, originally in 1989 as "Cynical Hysterie Tour", Japan only)
- Filmworks VIII: 1997 (1998)
- Filmworks IX: Trembling Before G-d (2000)
- Filmworks X: In the Mirror of Maya Deren (2001)
- Filmworks XI: Secret Lives (2002)
- Filmworks XII: Three Documentaries (2002)
- Filmworks XIII: Invitation to a Suicide (2002)
- Filmworks XIV: Hiding and Seeking (2003)
- Filmworks XV: Protocols of Zion (2005)
- Filmworks XVI: Workingman's Death (2005)
- Filmworks Anthology (2005) - compilation of tracks from first 15 Filmworks albums plus one unissued recording
- Filmworks XVII: Notes on Marie Menken/Ray Bandar: A Life with Skulls (2006)
- Filmworks XVIII: The Treatment (2006)
- Filmworks XIX: The Rain Horse (2008)
- Filmworks XX: Sholem Aleichem (2008)
- Filmworks XXI: Belle de Nature/The New Rijksmuseum (2008)
- Filmworks XXII: The Last Supper (2008)
- Filmworks XXIII: El General (2009)
- Filmworks XXIV: The Nobel Prizewinner (2010)
- Filmworks XXV: City of Slaughter/Schmatta/Beyond the Infinite (2013)

## Con Masada
- Alef (1994)
- Beit (1994)
- Gimel (1994)
- Dalet (1995) EP
- Hei (1995)
- Vav (1995)
- Zayin (1996)
- Het (1997)
- Tet (1998)
- Yod (1998)
- Live in Taipei 1995 (1998) 2CD
- Live in Jerusalem 1994 (1999) 2CD
- Live in Middelheim 1999 (1999)
- Live in Sevilla 2000 (2000)
- Live at Tonic 2001 (2001) 2CD
- First Live 1993 (2002)
- 50th Birthday Celebration Volume 7 (2004)
- Sanhedrin 1994–1997 (2005) 2CD

## Composer Series and 21st Century Concert Music
- Redbird (1995)
- The Book of Heads (1995)
- Duras: Duchamp (1997)
- Angelus Novus (1998)
- Aporias: Requia for Piano and Orchestra (1998)
- The String Quartets (1999)
- Cartoon S/M (2000)
- Madness, Love and Mysticism (2001)
- Songs from the Hermetic Theatre (2001)
- Chimeras (2003 & 2010, Revised Edition)
- Magick (2004)
- Mysterium (2005)
- Rituals (2005)[2]
- From Silence to Sorcery (2007)
- What Thou Wilt (2010)
- Music and Its Double (2012)
- Rimbaud (2012)
- Lemma (2013)
- On the Torment of Saints, the Casting of Spells and the Evocation of Spirits (2013)
- Shir Hashirim (2013)
- The Alchemist (2014)
- Fragmentations, Prayers and Interjections (2014)
- Myth and Mythopoeia (2014)
- Hen to Pan (2015)
- Madrigals (2016)
- Sacred Visions (2016)
- Commedia Dell'arte (2016)
- There Is No More Firmament (2017)
- The Interpretation of Dreams (2017)
- Encomia (2019)
- Les Maudits (2020)
- Azoth (2020)
- The Turner Études (2020)
- Heaven And Earth Magick (2021)
- Song of Songs (CD book, 2022)

## Masada String Trio
- Bar Kokhba (1996, on 10 tracks) 2CD
- The Circle Maker (1998, Disc 1 by Masada String Trio, Disc 2 by Bar Kokhba Sextet) 2CD
- 50th Birthday Celebration Volume 1 (2004)
- Azazel: Book of Angels Volume 2 (2005)
- Haborym: Book of Angels Volume 16 (2010)

## Bar Kokhba Sextet
- Bar Kokhba (1996) 2CD
- The Circle Maker (1998, Disc 1 by Masada String Trio, Disc 2 by Bar Kokhba Sextet) 2CD
- 50th Birthday Celebration Volume 11 (2005)
- Lucifer: Book of Angels Volume 10 (2008)

## Music Romance series
- Music for Children (Vol 1, 1998)
- Taboo & Exile (Vol 2, 1999)
- The Gift (Vol 3, 2001)

## Con Hemophiliac
- Hemophiliac (2002)
- 50th Birthday Celebration Volume 6 (2004)

## Masada Anniversary series
- Masada Anniversary Edition Vol. 1: Masada Guitars (2003)
- Masada Anniversary Edition Vol. 2: Voices in the Wilderness (2003)
- Masada Anniversary Edition Vol. 3: The Unknown Masada (2003)
- Masada Anniversary Edition Vol. 4: Masada Recital (2004)
- Masada Anniversary Edition Vol. 5: Masada Rock (2005)

## 50th Birthday Celebration series
- 50th Birthday Celebration Volume 1 (by Masada String Trio, 2004)
- 50th Birthday Celebration Volume 2 (by Milford Graves/John Zorn, 2004)
- 50th Birthday Celebration Volume 3 (by Locus Solus, 2004)
- 50th Birthday Celebration Volume 4 (by Electric Masada, 2004)
- 50th Birthday Celebration Volume 5 (by Fred Frith/John Zorn, 2004)
- 50th Birthday Celebration Volume 6 (by Hemophiliac, 2004)
- 50th Birthday Celebration Volume 7 (by Masada, 2004)
- 50th Birthday Celebration Volume 8 (by Wadada Leo Smith/Susie Ibarra/John Zorn, 2004)
- 50th Birthday Celebration Volume 9: The Classic Guide to Strategy Volume Three (by John Zorn, 2004)
- 50th Birthday Celebration Volume 10 (by Yamataka Eye/John Zorn, 2005)
- 50th Birthday Celebration Volume 11 (by Bar Kokhba Sextet, 2005) 3 CD
- 50th Birthday Celebration Volume 12 (by Painkiller, 2005)

## Con Electric Masada
- 50th Birthday Celebration Volume 4 (2004)
- At the Mountains of Madness (2005) 2CD

## Masada Book Two - The Book of Angels
- Astaroth: Book of Angels Volume 1 (by Jamie Saft Trio, 2005)
- Azazel: Book of Angels Volume 2 (by Masada String Trio, 2005)
- Malphas: Book of Angels Volume 3 (by Mark Feldman & Sylvie Courvoisier, 2006)
- Orobas: Book of Angels Volume 4 (by Koby Israelite, 2006)
- Balan: Book of Angels Volume 5 (by The Cracow Klezmer Band, 2006)
- Moloch: Book of Angels Volume 6 (by Uri Caine, 2006)
- Asmodeus: Book of Angels Volume 7 (by Marc Ribot, 2007)
- Volac: Book of Angels Volume 8 (by Erik Friedlander, 2007)
- Xaphan: Book of Angels Volume 9 (by Secret Chiefs 3, 2008)
- Lucifer: Book of Angels Volume 10 (by Bar Kokhba Sextet, 2008)
- Zaebos: Book of Angels Volume 11 (by Medeski, Martin and Wood, 2008)
- Stolas: Book of Angels Volume 12 (by Masada Quintet featuring Joe Lovano, 2009)
- Mycale: Book of Angels Volume 13 (by Mycale, 2010)
- Ipos: Book of Angels Volume 14 (by The Dreamers, 2010)
- Baal: Book of Angels Volume 15 (by Ben Goldberg Quartet, 2010)
- Haborym: Book of Angels Volume 16 (by Masada String Trio, 2010)
- Caym: Book of Angels Volume 17 (by Banquet of the Spirits, 2011)
- Pruflas: Book of Angels Volume 18 (by David Krakauer, 2012)
- Abraxas: Book of Angels Volume 19 (by Shanir Ezra Blumenkranz, 2012)
- Tap: Book of Angels Volume 20 (by Pat Metheny, 2013)
- Alastor: Book of Angels Volume 21 (by Eyvind Kang, 2014)
- Adramelech: Book of Angels Volume 22 (by Zion80, 2014)
- Aguares: Book of Angels Volume 23 (by Roberto Juan Rodríguez, 2014)
- Amon: Book of Angels Volume 24 (by Klezmerson, 2015)
- Gomory: Book of Angels Volume 25 (by Mycale, 2015)
- Cerberus: Book of Angels Volume 26 (by The Spike Orchestra, 2015)
- Flaga: Book of Angels Volume 27 (by Flaga, 2016)
- Andras: Book of Angels Volume 28 (by Nova Express Quintet, 2016)
- Flauros: Book of Angels Volume 29 (by AutorYno, 2016)
- Leonard: Book of Angels Volume 30 (by Garth Knox and The Saltarello Trio, 2017)
- Buer: Book of Angels Volume 31 (by The Brian Marsella Trio, 2017)
- Paimon: Book of Angels Volume 32 (by Mary Halvorson Quartet, 2017)

## Masada Book Three - The Book Beri'ah (2018)
- CD1 - Keter (by Sofia Rei & JC Maillard)
- CD2 - Chokhma (by Cleric)
- CD3 - Binah (by The Spike Orchestra)
- CD4 - Chesed (by Julian Lage & Gyan Riley)
- CD5 - Gevurah (by Abraxas)
- CD6 - Tiferet (by Klezmerson)
- CD7 - Netzach (by The Gnostic Trio)
- CD8 - Hod (by Zion80)
- CD9 - Yesod (by Banquet of the Spirits)
- CD10 - Malkhut (by Secret Chiefs 3)
- CD11 - Da'at (by Craig Taborn & Vadim Neselovskyi)

## New Masada Quartet
- New Masada Quartet (2021)
- New Masada Quartet, Volume Two (2023)

## Moonchild
- Moonchild: Songs Without Words (2006)
- Astronome (2006)
- Six Litanies for Heliogabalus (2007) with John Zorn, Jamie Saft, Ikue Mori & chorus
- The Crucible (2008) with John Zorn & Marc Ribot
- Ipsissimus (2010) - with John Zorn & Marc Ribot
- Templars: In Sacred Blood (2012) with John Medeski
- The Last Judgment (2014) with John Medeski

## The Dreamers
- The Dreamers (2008)
- O'o (2009)
- Ipos: Book of Angels Volume 14 (2010)
- A Dreamers Christmas (2011)
- The Christmas Song / Santa's Workshop 7" single (2011)
- Pellucidar: A Dreamers Fantabula (2015)

## Nova Express
- Nova Express (2011)
- At the Gates of Paradise (2011)
- A Vision in Blakelight (2012)
- The Concealed (2012)
- Dreamachines (2013)
- On Leaves of Grass (2014)
- Andras: Book of Angels Volume 28 (2016)

## The Gnostic Trio
- The Gnostic Preludes (2012)
- The Mysteries (2013)
- In Lambeth (2013)
- The Testament of Solomon (2014)
- Transmigration of the Magus (2014)
- The Mockingbird (2016)
- Masada Book Three - The Book Beri'ah - Netzach: Eternity (2018)
- Gnosis: The Inner Light (2021)

## Alhambra
- Alhambra Love Songs (2009)
- In Search of the Miraculous (2010)
- The Goddess – Music for the Ancient of Days (2010)

## The Hermetic Organ
- The Hermetic Organ (2012)
- The Hermetic Organ Vol. 2 - St. Paul's Chapel (2014)
- The Hermetic Organ Vol. 3 - St. Paul's Hall, Huddersfield (2015)
- The Hermetic Organ Vol. 4 - St. Bart's (2016)
- The Hermetic Organ Vol. 5 - Philharmonie De Paris (2017)
- The Hermetic Organ Vol. 6 - For Edgar Allan Poe (2019)
- The Hermetic Organ Vol. 7 - St. John the Divine (2019)
- The Hermetic Organ Vol. 8 - For Antonin Artaud (2019)
- The Hermetic Organ Vol. 9 - Liber VII (2022)
- The Hermetic Organ Vol. 10 - Bozar, Brussels (2022)
- The Hermetic Organ Vol. 11 - For Terry Riley (2024)
- The Hermetic Organ vol. 12 - The Bosch Requiem (2024)

## Abraxas
- Abraxas: Book of Angels Volume 19 (2012)
- Psychomagia (2014)
- Masada Book Three - The Book Beri'ah - Gevurah: Severity (2018)

## Enigmata
- Enigmata (2011)
- Valentine's Day (2014)

## Simulacrum
- Simulacrum (2015)
- The True Discoveries of Witches and Demons (feat. Trevor Dunn & Marc Ribot, 2015)
- Inferno (2015)
- The Painted Bird (feat. Ches Smith & Kenny Wollesen, 2016)
- 49 Acts Of Unspeakable Depravity In The Abominable Life And Times Of Gilles De Rais (2016)
- The Garden Of Earthly Delights (feat. Trevor Dunn, 2017)
- Beyond Good And Evil—Simulacrum Live (2020)
- Baphomet (2020)
- Nostradamus: The Death Of Satan (2021)
- Spinoza (feat. Bill Frisell & John Zorn, 2022)

## Insurrection
- Insurrection (2018)
- Salem, 1692 (2018)

## Chaos Magick
- Chaos Magick (Nothing Is True — Everything Is Permitted) (2021)
- The Ninth Circle (Orpheus In The Underworld) (2021)
- Multiplicities: A Repository Of Non-Existent Objects (2022)
- 444 (2023)
- Parrhesiastes  (2023)

## Julian Lage & Gyan Riley
- Midsummer Moons (2017)
- Masada Book Three - The Book Beri'ah - Chesed: Loving Kindness (2018)
- John Zorn's Bagatelles Vol. 10 (2022)
- Quatrain (2023)
- Her Melodious Lay (2024)

## Julian Lage / Gyan Riley / Bill Frisell
- Nove Cantici Per Francesco D'Assisi (2019)
- Virtue (2020)
- Teresa De Avila (2021)
- Parables (2021)
- A Garden of Forking Paths (2022)
- Nothing Is As Real As Nothing (2023)

## Brian Marsella Trio
- Buer: Book of Angels Volume 31 (2017)
- The Hierophant (2019)
- Calculus (2020)
- Meditations on the Tarot (2021)
- John Zorn's Bagatelles Vol. 6 (2022)

## Brian Marsella / Jorge Roeder / Ches Smith
- Suite for Piano (2022)
- The Fourth Way (2023)
- Ballades (2024)

## Incerto
- Incerto (2022)
- Multiplicities II: A Repository Of Non-Existent Objects (2023)
- Full Fathom Five (2023)
- Homenaje A Remedios Varo (2023)

## John Zorn's Bagatelles
Set One (2021)
- Vol 1 (by Mary Halvorson Quartet)
- Vol 2 (by Erik Friedlander and Michael Nicolas)
- Vol 3 (by Trigger)
- Vol 4 (by Ikue Mori)

Set Two (2021)
- Vol 5 (by Kris Davis Quartet)
- Vol 6 (by Brian Marsella Trio)
- Vol 7 (by Brian Marsella)
- Vol 8 (by John Medeski Trio)

Set Three (2022)
- Vol 9 (by Asmodeus)
- Vol 10 (by Julian Lage & Gyan Riley)
- Vol 11 (by Jim Black Quartet)
- Vol 12 (by Cleric)

Set Four (2023)
- Vol 13 (by Speed-Irabagon Quartet with John Zorn)
- Vol 14 (by Peter Evans)
- Vol 15 (by Ben Goldberg 4)
- Vol 16 (by Sam Eastmond)

## John Zorn's Olympiad
- Dither Plays Zorn – Volume 1 (by Dither, 2015)
- Fencing 1978 – Volume 2 (2022)
- Pops Plays Pops-Eugene Chadbourne Plays The Book Of Heads – Volume 3 (2022)

## Colaboraciones
- School (by Eugene Chadbourne & John Zorn, 1978)
- In Memory of Nikki Arane (by Eugene Chadbourne & John Zorn, 1980)
- Yankees (by John Zorn, Derek Bailey, & George E. Lewis, 1983)
- Deadly Weapons (by Steve Beresford, John Zorn, Tonie Marshall & David Toop, 1986)
- Voodoo (by the Sonny Clark Memorial Quartet - Zorn, Wayne Horvitz, Bobby Previte and Ray Drummond, 1986)
- News for Lulu (by John Zorn, Bill Frisell & George E. Lewis, 1988)
- More News for Lulu (by John Zorn, Bill Frisell & George E. Lewis, 1992)
- Improvised Music New York 1981 (by Bill Laswell, Sonny Sharrock, Fred Frith, Derek Bailey, Charles K. Noyes & John Zorn, 1992)
- The Art of Memory (by John Zorn & Fred Frith, 1994 - reissued in 1999)
- Zohar (by The Mystic Fugu Orchestra (John Zorn & Yamataka Eye), 1995)
- Nani Nani (by John Zorn & Yamataka Eye, 1995)
- Harras (by Derek Bailey, John Zorn, & William Parker 1996)
- Euclid's Nightmare (by John Zorn & Bobby Previte 1997)
- Weird Little Boy (by Weird Little Boy - John Zorn, Trey Spruance, William Winant, Mike Patton and Chris Cochrane, 1998)
- Downtown Lullaby (by John Zorn, Wayne Horvitz, Elliott Sharp, & Bobby Previte, 1998)
- 1977 1981 (by Eugene Chadbourne & John Zorn, 1998)
- Prelapse (by Prelapse, 1999)
- Ars Longa Dens Brevis (by Fred Frith, Onnyk & Toyozumi Yoshisaburo & John Zorn, 2000, recorded live in 1985 & 1987)
- Buck Jam Tonic (by Tatsuya Nakamura, Bill Laswell, & John Zorn, 2003)
- Naninani II (by John Zorn & Yamataka Eye, 2004)
- The Stone: Issue One (by John Zorn, Dave Douglas, Mike Patton, Bill Laswell, Rob Burger, & Ben Perowsky, 2006)
- The Stone: Issue Three (by John Zorn, Lou Reed & Laurie Anderson, 2008)
- The Art of Memory II (by John Zorn & Fred Frith, 2008)
- Late Works (by John Zorn & Fred Frith, 2010)
- The Receiving Surfaces (by John Zorn and Rova Saxophone Quartet, 2011)
- "@" (by John Zorn and Thurston Moore, 2013)
- The Dream Membrane (by David Smith, Bill Laswell and John Zorn, 2014)
- Sonic Rivers (by George E. Lewis, Wadada Leo Smith and John Zorn, 2014)
- Blink (by Yoko Ono & John Zorn, single-sided 10-inch, 2015)
- Songs for Petra (John Zorn / Jesse Harris, 2020)
- Shinjuku Pit Inn (by Soup with John Zorn)
- The Cleansing (John Zorn & Bill Laswell, 2022)
- Memoria (John Zorn & Bill Laswell, 2023)
- Love Songs Live (John Zorn / Jesse Harris, 2024)

## Otras colaboraciones
- Lowe & Behold (by The Frank Lowe Orchestra featuring Joseph Bowie, Butch Morris, Arthur Williams, Billy Bang, Polly Bradfield, Eugene Chadbourne, John Lindberg, Phillip Wilson, John Zorn, Peter Kuhn, 1977)
- Environment for Sextet (by Andrea Centazzo with Eugene Chadbourne, Tom Cora, Toshinori Kondo, Polly Bradfield & John Zorn, 1979)
- The Golden Palominos (by The Golden Palominos - Anton Fier/Fred Frith/Bill Laswell/Arto Lindsay/John Zorn, 1983)
- OTB (by Jim Staley with John Zorn, 1984)
- Hallowed Ground (by The Violent Femmes, 1984)
- Berlin Djungle (by Peter Brötzmann Clarinet Project, 1984)
- That's the Way I Feel Now: A Tribute to Thelonious Monk (tribute album, 1984 - featuring John Zorn performing "Shuffle Boil" - excluded from CD reissue)
- Lost in the Stars: The Music of Kurt Weill (tribute album, 1985 - Zorn performs "Der kleine Leutnant des lieben Gottes" (The Little Lieutenant of the Loving God) from Happy End)
- Experimental Performance With John Zorn (by Jojo Takayanagi with John Zorn, 1986)
- The Godard Fans: Godard ça vous chante? (tribute album featuring 'Godard', 1986)
- Points Blank - (Meltable Snaps It, 1986 – Zorn conducts "Rugby")
- The Technology of Tears (by Fred Frith, 1988)
- Replicant Walk (by Friction, 1988)
- Comme des Garçons Vol. 1 (by Seigen Ono, 1988)
- Comme des Garçons Vol. 2 (by Seigen Ono, 1989)
- Purged Specimen (by Blind Idiot God, 1989)
- Square Dance (by The Intergalactic Maiden Ballet, 1990)
- NekonoTopia NekonoMania (by Seigen Ono, 1990) - Zorn plays sax on 6 tracks
- Live at the Knitting Factory Volume 3 (various artists, 1990) - Zorn plays alto sax on 2 tracks with Slan
- Winter Was Hard (by Kronos Quartet, 1990)
- Ignorance (by Morrie, 1990) - Zorn plays alto sax on track 2 "パラドックス"
- Attention Span (by Bob Ostertag with John Zorn & with Fred Frith, 1990)
- Lo Flux Tube (by OLD, 1991)
- Mr. Bungle (by Mr. Bungle, 1991) - produced by John Zorn & plays uncredited sax on 1 track
- Possession (by GOD, 1992)
- How I Got Over (by God Is My Co-Pilot, 1992)
- We Insist? (by Otomo Yoshihide, 1992)
- Welcome to Forbidden Paradise (by Hoppy Kamiyama, 1992)
- Early Works (by Ruins, 1992)
- Blue Planet Man (by Big John Patton, 1993)
- Speed Yr Trip (by God Is My Co-Pilot, 1993)
- Ground Zero (by Ground Zero, 1993)
- Sacrifist (by Praxis, 1994)
- Bar del Mattatoio (by Seigen Ono 1994) - Zorn plays sax on 2 tracks
- Peace on Earth (Music of John Coltrane) (by Prima Materia, 1994) - Zorn plays sax on 2 tracks
- Mais (by Marisa Monte, 1994)
- Company 91 Volume 1 (by Company, 1994) - first of three volumes documenting five-day 1991 improv collaboration with Derek Bailey, Alexander Bălănescu, Buckethead, Paul Lovens, Vanessa Mackness, Yves Robert, Paul Rogers, and Pat Thomas
- Company 91 Volume 2 (by Company, 1994)
- Company 91 Volume 3 (by Company, 1994)
- Minor Swing (by John Patton, 1995)
- Signals for Tea (by Steve Beresford, 1995)
- Hex Kitchen (by Ikue Mori, 1995) - John Zorn plays clarinet on this album
- State of the Union (by various artists, 1996)
- Hsi-Yu Chi (by David Shea, 1996)
- Vira Loucos (by Cyro Baptista, 1996) - Zorn plays alto on 2 tracks
- Cross Fire (by Music Revelation Ensemble, 1997)
- Pranzo Oltranzista (by Mike Patton, 1997)
- Great Jewish Music: Serge Gainsbourg (by various artists, 1997)
- Shoe String Symphonettes (by Marc Ribot, 1997)
- Busy Being Born (by Gary Lucas, 1998)
- Vision Volume One (by various artists, 1998)
- Hallelujah, Anyway – Remembering Tom Cora (by various artists, 1999)
- Paradiso (by Seigen Ono, 2000)
- Satlah (by Daniel Zamir, 2000) - Zorn plays alto on 3 tracks
- Street of Lost Brothers (by Gary Lucas, 2000)
- Maria & Maria (by Seigen Ono, 2001)
- Scientist at Work (by Frank London, 2002)
- Children of Israel (by Daniel Zamir, 2002)
- Beat the Donkey (by Cyro Baptista, 2002) - Zorn plays alto on 1 track
- Irving Stone Memorial Concert (by various artists, 2003)
- Cyborg Acoustics (by Raz Mesinai, 2004)
- Lake Biwa (by Wadada Leo Smith, 2004)
- Solo Works - The Lumina Recordings (by Ned Rothenberg, 2006)
- For the Moment (by Paul Brody, 2007)
- Devushki payut (by Auktyon, 2007)
- Inamorata (by Method of Defiance, 2007) - Zorn plays alto on 1 track with the Masada String Trio
- Banquet of the Spirits (by Cyro Baptista, 2008) - Zorn plays alto on 1 track
- Eretz Hakodesh (by Pissuk Rachav, 2009)
- Luminescence (by Borah Bergman Trio, 2009)
- The Ducks Palace (by The Duck Baker Project, 2009) - Zorn plays alto on 2 tracks
- Homeland (by Laurie Anderson, 2011) - Zorn plays alto on 2 tracks
- Utilitarian (by Napalm Death, 2012) - Zorn plays two sax solos on track "Everyday Pox".
- The Road to Jajouka (by The Master Musicians of Jajouka led by Bachir Attar, 2013)
- I Am the Last of All the Field That Fell: A Channel (by Current 93, 2014)
- Celebrate Ornette (by various artists, 2016) -  1 track on Ornette Coleman tribute alongside Bill Laswell, Laurie Anderson and Stewart Hurwood
- Retrocausal (by Cleric, 2017)